# Kanamara matsuri

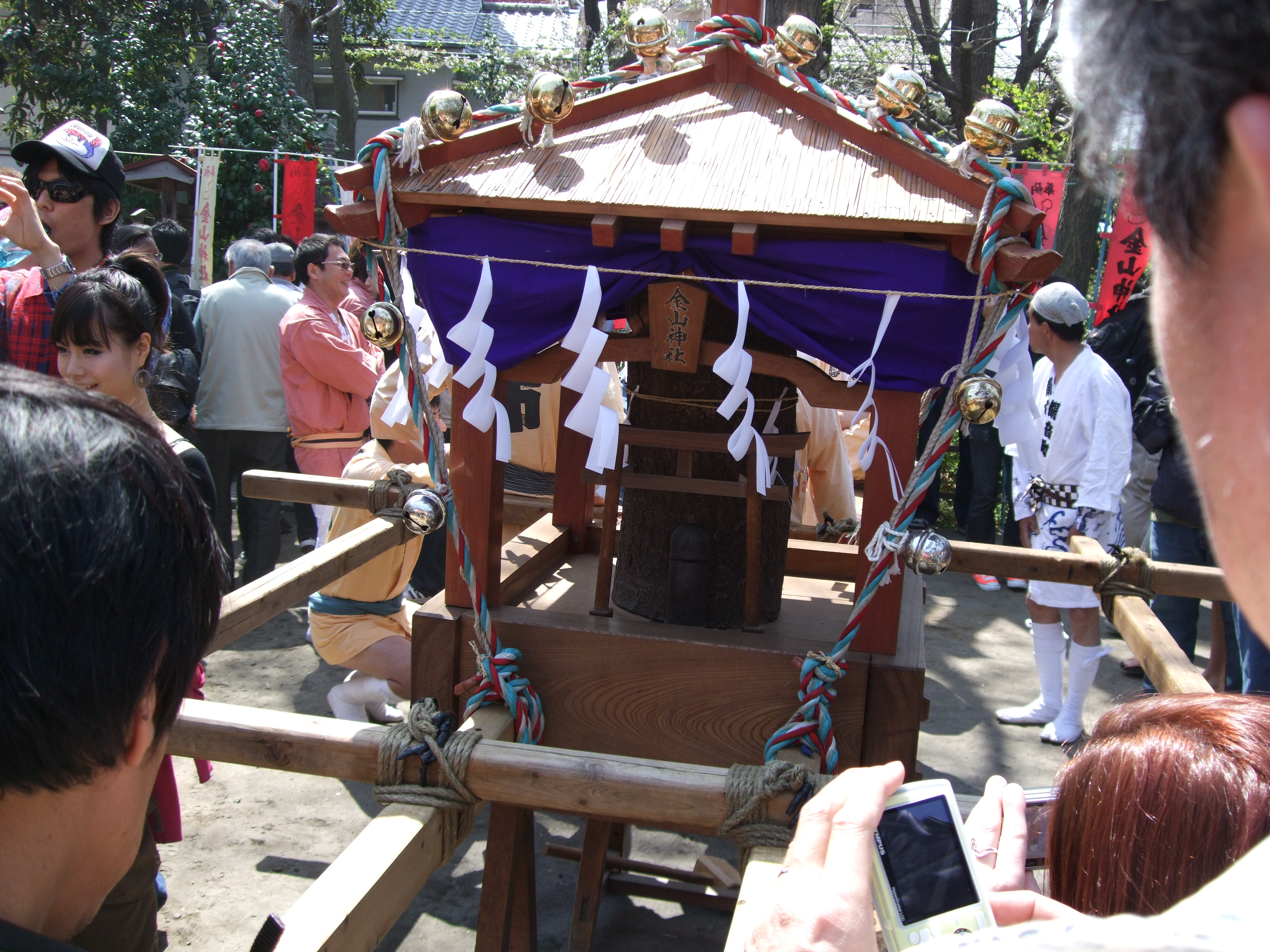
Le grand palanquin.

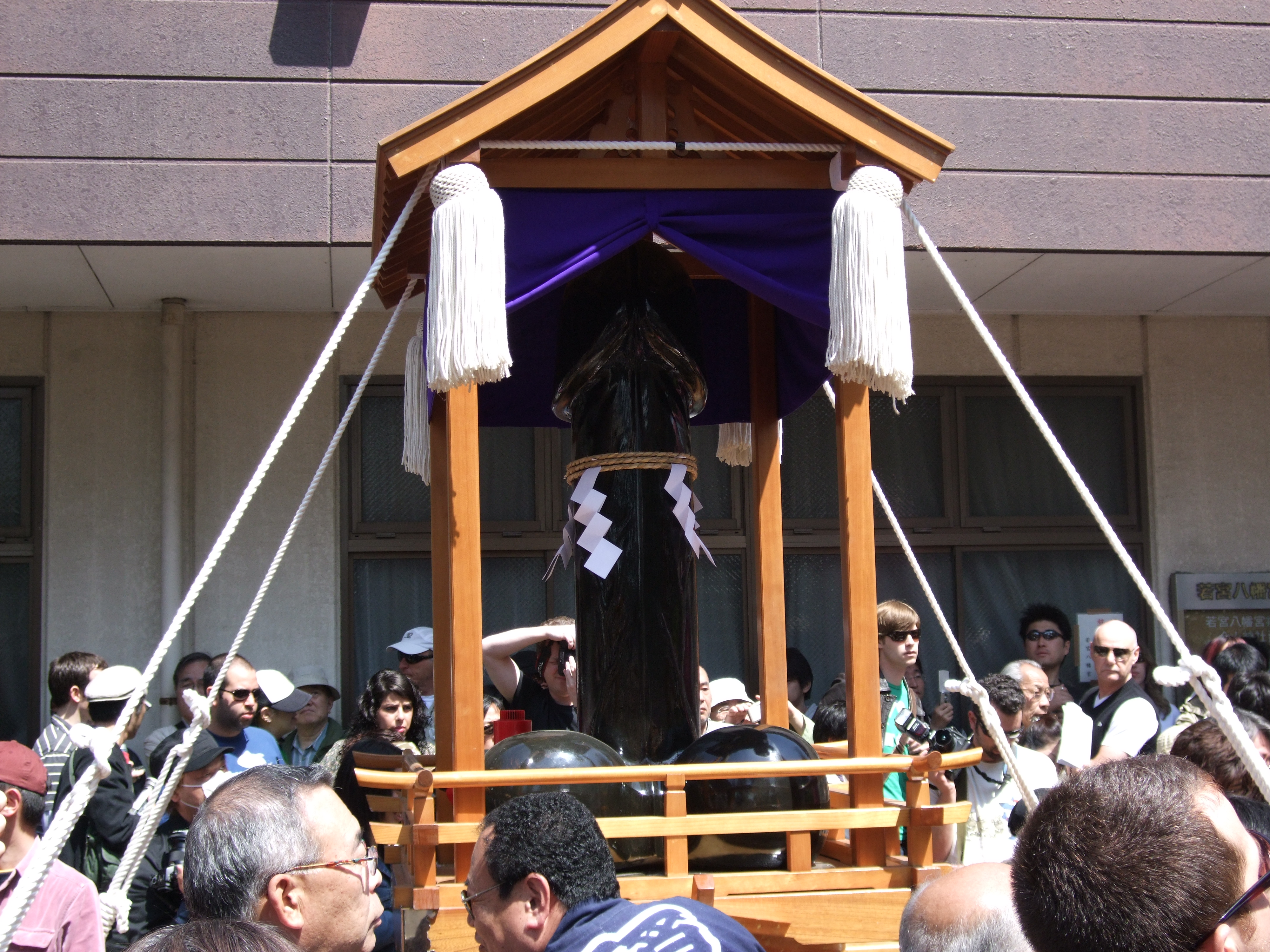
Le palanquin en forme de bateau.

Le Kanamara matsuri (かなまら祭り, « fête de la verge de fer ») est une fête annuelle shinto de la fertilité, qui a lieu à Kawasaki au Japon chaque printemps.

## Description
Le Kanamara matsuri est une fête annuelle shinto qui a lieu à Kawasaki au Japon. Elle a pour centre le sanctuaire de Kanayama (金山神社, Kanayama-jinja).
Elle était célébrée à l’époque d'Edo (1600-1868), puis a été abandonnée, peut-être parce qu'interdite, plusieurs décennies. Elle a été réintroduite en 1977, et se déroule depuis chaque printemps, la festivité majeure ayant lieu le premier dimanche d'avril.
Le thème central est la fertilité, autour du symbole du pénis — plus exactement un phallus, pénis en érection objet de culte —, qui est reproduit partout en image, sucre d'orge, légumes sculptés, décorations. Le sanctuaire de Kanayama était autrefois fréquenté par les prostituées qui venaient prier pour être protégées contre les maladies vénériennes. On peut y recevoir des bénédictions divines pour la prospérité des affaires, l'avenir du clan familial, le mariage, l'accouchement facile, et l'harmonie entre époux.
Le défilé fait parader dans des mikoshi trois pénis conservés dans le sanctuaire :
- le pénis de bois dans le grand mikoshi, le plus ancien,
- le pénis de fer noir dans le mikoshi en forme de bateau,
- le pénis géant rose dans le mikoshi Elisabeth sans toit, dont les participants font du cross-dressing.

Aujourd'hui, la fête est l'occasion de collecter des fonds pour la lutte contre le sida. De nombreux voyageurs viennent d'Europe et d'Amérique pour y participer. C'est devenu l'un des plus grands événements LGBT du Japon, et Elisabeth est associé à la communauté trans.
La fête de Hōnen matsuri qui s'en rapproche a lieu le 15 mars à Komaki et dans d'autres villes japonaises.

## Sanctuaire Kanayama
Le sanctuaire est situé dans l'enceinte du sanctuaire Wakamiya Hachiman. Outre le kanawara matsuri, le Fuigo Matsuri Shinpu Juyosai (鞴祭神符授与祭) y a également lieu le 1er novembre, mettant en scène des forgerons et des danses sacrées.
Jusqu’à la fin du XIXᵉ siècle, le sanctuaire se trouvait près de la gare de Kawasaki Daishi. Il fut déplacé en 1899 lors de la construction d’une voie de retournement pour la ligne Keikyū.
L’actuel bâtiment, hexagonal (3 m de côté, 8 m de haut), évoque la forge par sa structure en tôle noire. À l’intérieur, un atelier de forgeron reconstitué inclut un soufflet, une forge et une enclume rappelant le lingam-yoni hindou.